# Смелый (эсминец, 1948)
«Смелый» — советский эскадренный миноносец проекта 30-бис.

## История строительства
Зачислен в списки ВМФ СССР 3 декабря 1947 года. Заложен на заводе № 190 им. А. А. Жданова 16 мая 1948 года (строительный № 601), спущен на воду 29 сентября. Корабль принят флотом 21 декабря следующего года (в день рождения И. В. Сталина). 19 марта 1951 года на «Смелом» был поднят советский военно-морской флаг, тогда же эсминец вступил в состав Советского Военно-Морского Флота.

## Служба
С 4 января 1953 года «Совершенный» входил в состав 8-го ВМФ, а с 24 декабря 1955 года в связи с расформированием 8-го ВМФ вошёл в состав Краснознамённого Балтийского Флота. 17 февраля 1960 года эсминец был переведён на Краснознамённый Северный флот. 22 ноября 1960 года «Смелый» вывели из боевого состава ВМФ, разоружили и переклассифицировали в судно-цель, а с 31 января 1964 года судно переформировали в плавказарму. 10 февраля 1965 года исключили из списков судов ВМФ и в 1965-66 годах разделали на металл на базе «Главвторчермета» в Мурманске.